# アンソニー・マコーリフ
アンソニー・クレメント・マコーリフ（Anthony Clement McAuliffe、1898年7月2日 - 1975年8月11日）は、アメリカ合衆国の軍人。陸軍大将。
第二次世界大戦のバルジの戦いで第101空挺師団長代理として師団を指揮し、ドイツ軍の降伏勧告に対して「Nuts!（バカめ！）」の一言をもって回答したことで有名である。

## 経歴
1898年7月2日にワシントンD.C.で生まれる。ウェスト・バージニア大学に1916年から17年まで通い、その後アメリカ陸軍士官学校に入校、1918年11月に卒業する。1918年に少尉として任官し、1955年に大将まで昇進した。
1944年6月のノルマンディー上陸作戦時、第101空挺師団の師団砲兵指揮官としてパラシュート降下した。12月のバルジの戦いでは師団長マクスウェル・D・テイラーが会議のため帰国し不在であったため、101空挺師団および配下の部隊の代理指揮官を務めた。12月21日に同師団が守備するバストーニュをドイツ軍は完全包囲し、彼らに対して降伏勧告を行った。マコーリフは軍使に対し「Nuts!」と答え、副官がその一言を書いた紙を公式回答として第47装甲軍団指揮官のハインリヒ・フォン・リュットヴィッツ中将に送った。第4装甲師団が救援のため到着するまで101空挺師団はドイツ軍の包囲から持ちこたえることができ、その功績から殊勲十字章を与えられた。
複数の記事によると、マコーリフは当時ドイツの軍使から降伏を勧告されたとき「Aww, nuts」と答えたという。彼が公式返答に困ると、周りの人々は最初の言葉が状況を良く要約していると言ったため、「To the German Commander, "Nuts!"」が公式回答としてハーパー大佐によってタイプされドイツ軍使に渡された。ハーパーは単語の意味をドイツ人に説明しなければならなかったという。マコーリフ自身は、1954年の春に複数の空軍連絡将校達から行われたインタビューで実際に何と言ったのか尋ねられたとき「shit」と答えたと語っている。
戦後、陸軍化学部隊の指揮官など様々な役職に就任した。そして1953年に第7軍の指揮官としてヨーロッパに戻り、1955年には在欧アメリカ陸軍最高司令官に就任した。
1956年に軍を退役し、1956年から63年までサイアナミッド株式会社で働いた。さらに1960年から63年までニューヨーク州市民防衛委員会の議長を務めた。その後メリーランド州チェビー・チェイスで暮らし、1975年8月11日に死去した。アーリントン国立墓地に妻、息子および娘と共に埋葬されている。

## 栄典
- 殊勲十字章
- 陸軍殊勲章
- 銀星章
- レジオン・オブ・メリット
- 青銅星章